# Vain elämää
Vain elämää (Fin. „Nur das Leben“) ist eine finnische Musikshow des Kanals Nelonen, die erstmals am 5. Oktober 2012 ausgestrahlt wurde.
Sieben bekannte Musiker wohnen acht Tage zusammen im Hotel Satulinna in Hirvensalmi (mit der Ausnahme der sechsten und achten Staffel, die an der Costa del Sol in Spanien gedreht wurden). Jeder Tag ist einem Musiker gewidmet, der „Künstler des Tages“ ist und den Tag für alle anderen organisiert. Mittags und nachmittags interpretieren andere die Lieder dieses Musikers. Der letzte Tag ist ein Duett-Tag, an dem jeder eigene Stücke zusammen mit einem der anderen Musiker spielt. Seit der siebten Staffel gibt es einen Zugabentag.
Erkennungsmelodie ist eine neu eingespielte Version des Liedes Vain elämää von Irwin Goodman. Das Format basiert auf der niederländischen Show Beste Zangers. Abwandlungen davon gibt es in vielen Ländern Europas, vor allem in Nordeuropa ist es sehr populär.

## Staffeln
| Staffel | Staffel | Teile | Angefangen         | Beendet           | Teilnehmer |
| ------- | ------- | ----- | ------------------ | ----------------- | --- |
|         | 1       | 8     | 5. Oktober 2012    | 23. November 2012 | Jari Sillanpää, Katri Helena, Cheek, Kaija Koo, Erin, Jonne Aaron, Neumann                                    |
|         | 2       | 8     | 4. Oktober 2013    | 22. November 2013 | Anna Abreu, Laura Närhi, Maarit Hurmerinta, Ilkka Alanko, Jukka Poika, Juha Tapio, Pauli Hanhiniemi           |
|         | 3       | 8     | 19. September 2014 | 7. November 2014  | Vesa-Matti Loiri, Jenni Vartiainen, Paula Vesala, Paula Koivuniemi, Elastinen, Samuli Edelmann, Toni Wirtanen |
|         | 4       | 8     | 18. September 2015 | 6. November 2015  | Antti Tuisku, Virve Rosti, Anssi Kela, Maija Vilkkumaa, VilleGalle, Sanni, Pave Maijanen                      |
|         | 5       | 9     | 16. September 2016 | 11. November 2016 | Hector, Suvi Teräsniska, Chisu, Lauri Tähkä, Anna Puu, Mikael Gabriel, Mikko Kuustonen                        |
|         | 6       | 16    | 21. April 2017     | 10. Juni 2017     | Nikke Ankara, Laura Voutilainen, Irina, Robin, Petra, Olli Lindholm, Samu Haber                               |
|         | 7       | 10    | 1. September 2017  | 3. November 2017  | Toni Wirtanen, Jari Sillanpää, Jenni Vartiainen, Sanni, Kaija Koo, Cheek, Juha Tapio                          |
|         | 8       | 15    | 27. April 2018     | 15. Juni 2018     | Danny, Arttu Wiskari, Terhi Kokkonen, Mira Luoti, Kasmir, Aki Tykki, Sanni                                    |
|         | 9       | 10    | 31. August 2018    | 2. November 2018  | Pepe Willberg, Pyhimys, Evelina, Tuure Kilpeläinen, Anne Mattila, Ellinoora, Lauri Ylönen                     |
|         | 10      | 14    | 30. August 2019    | 29. November 2019 | Antti Tuisku, Elastinen, Erin, Lauri Tähkä, Maija Vilkkumaa, Vesala, VilleGalle, Samu Haber                   |
|         | 11      | 13    | 2. Oktober 2020    | 18. Dezember 2020 | Ressu Redford, Jannika B, Reino Nordin, Arja Koriseva, Stig, Vesku Jokinen, Mariska, Herra Ylppö              |
|         | 12      | 13    | 24. September 2021 | 17. Dezember 2021 | Tuure Kilpeläinen, Arttu Wiskari, Anna Abreu, Jukka Poika, Suvi Teräsniska, Pyhimys, Chisu, Anssi Kela        |
|         | 13      | 15    | 9. September 2022  | 16. Dezember 2022 | Erika Vikman, Mikko Alatalo, Yona, Redrama, Pete Parkkonen, Meiju Suvas, Jyrki 69, Tommi Läntinen             |
|         | 14      | 15    | 8. September 2023  | 15. Dezember 2023 | Ellinoora, Anna Puu, Janna, Hätä-Miikka, Robin Packalen, Virve Rosti, A.W. Yrjänä, Jouni Hynynen              |

## Diskografie
| Jahr | Titel Musiklabel                                                                   | Höchstplatzierung, Gesamtwochen, AuszeichnungChartsChartplatzierungen (Jahr, Titel, Musiklabel, Platzierungen, Wochen, Auszeichnungen, Anmerkungen) | Anmerkungen |
| Jahr | Titel Musiklabel                                                                   | FI | Anmerkungen |
| ---- | ---------------------------------------------------------------------------------- | --- | ----------- |
| 2012 | Vain elämää WEA / Warner Music Finnland                                            | FI1 (24 Wo.)FI |             |
| 2012 | Vain elämää jatkuu WEA / Warner Music Finnland                                     | FI1 (20 Wo.)FI |             |
| 2013 | Vain elämää – Kausi 2 WEA / Warner Music Finnland                                  | FI1 (24 Wo.)FI |             |
| 2013 | Vain elämää – Kausi 2 jatkuu WEA / Warner Music Finnland                           | FI2 (18 Wo.)FI |             |
| 2014 | Vain elämää – Kausi 3 ilta WEA / Warner Music Finnland                             | FI1 (20 Wo.)FI |             |
| 2014 | Vain elämää – Kausi 3 päivä WEA / Warner Music Finnland                            | FI1 (20 Wo.)FI |             |
| 2015 | Vain elämää – Kausi 4 ilta WEA Domestic / Warner Music Finnland                    | FI2 (26 Wo.)FI |             |
| 2015 | Vain elämää – Kausi 4 päivä WEA Domestic / Warner Music Finnland                   | FI1 (26 Wo.)FI |             |
| 2016 | Vain elämää – Kausi 5 ensimmäinen kattaus WM Finland / Warner Music Finnland       | FI1 (19 Wo.)FI |             |
| 2016 | Vain elämää – Kausi 5 toinen kattaus WM Finland / Warner Music Finnland            | FI2 (14 Wo.)FI |             |
| 2017 | Vain elämää – Kausi 6 ensimmäinen kattaus WM Finland / Warner Music Finnland       | FI1 (26 Wo.)FI |             |
| 2017 | Vain elämää – Kausi 6 toinen kattaus WM Finland / Warner Music Finnland            | FI1 (25 Wo.)FI |             |
| 2017 | Vain elämää – Kausi 7 ensimmäinen kattaus WM Finland / Warner Music Finnland       | FI1 (43 Wo.)FI |             |
| 2017 | Vain elämää – Kausi 7 toinen kattaus WM Finland / Warner Music Finnland            | FI1 (41 Wo.)FI |             |
| 2018 | Vain elämää – Kausi 8 ensimmäinen kattaus WM Finland / Warner Music Finnland       | FI8 (6 Wo.)FI |             |
| 2018 | Vain elämää – Kausi 8 toinen kattaus WM Finland / Warner Music Finnland            | FI6 (3 Wo.)FI |             |
| 2018 | Vain Elämää – Kausi 9 ensimmäinen kattaus Kaiku Recordings / Warner Music Finnland | FI4 (7 Wo.)FI |             |
| 2018 | Vain Elämää – Kausi 9 toinen kattaus Kaiku Recordings / Warner Music Finnland      | FI10 (4 Wo.)FI |             |
| 2019 | Kausi 10 ensimmäinen kattaus Kaiku Recordings / Warner Music Finnland              | FI1 (53 Wo.)FI |             |
| 2019 | Kausi 10 toinen kattaus Kaiku Recordings / Warner Music Finnland                   | FI1 (49 Wo.)FI |             |
| 2019 | Vain Elämää – joulu Kaiku Recordings / Warner Music Finnland                       | FI1 (6 Wo.)FI |             |
| 2020 | Kausi 11 ensimmäinen kattaus Kaiku Recordings / Warner Music Finnland              | FI1 (27 Wo.)FI |             |
| 2020 | Vain elämää – Kausi 11 toinen kattaus Kaiku Recordings / Warner Music Finnland     | FI1 (23 Wo.)FI |             |
| 2020 | Vain elämää – Kausi 11 joulukattaus Kaiku Recordings / Warner Music Finnland       | FI7 (2 Wo.)FI |             |
| 2021 | Vain elämää – Kausi 12 Kaiku Entertainment / Warner Music Finnland                 | FI17 (7 Wo.)FI |             |
| 2021 | Vain elämää – Kausi 12 toinen kattaus Kaiku Entertainment / Warner Music Finnland  | FI18 (4 Wo.)FI |             |